# Chouette rayée
Strix varia
Espèce
Statut CITES
Statut de conservation UICN

 LC  : Préoccupation mineure
La Chouette rayée (Strix varia) est une espèce de rapace nocturne appartenant à la famille des Strigidae.

## Description

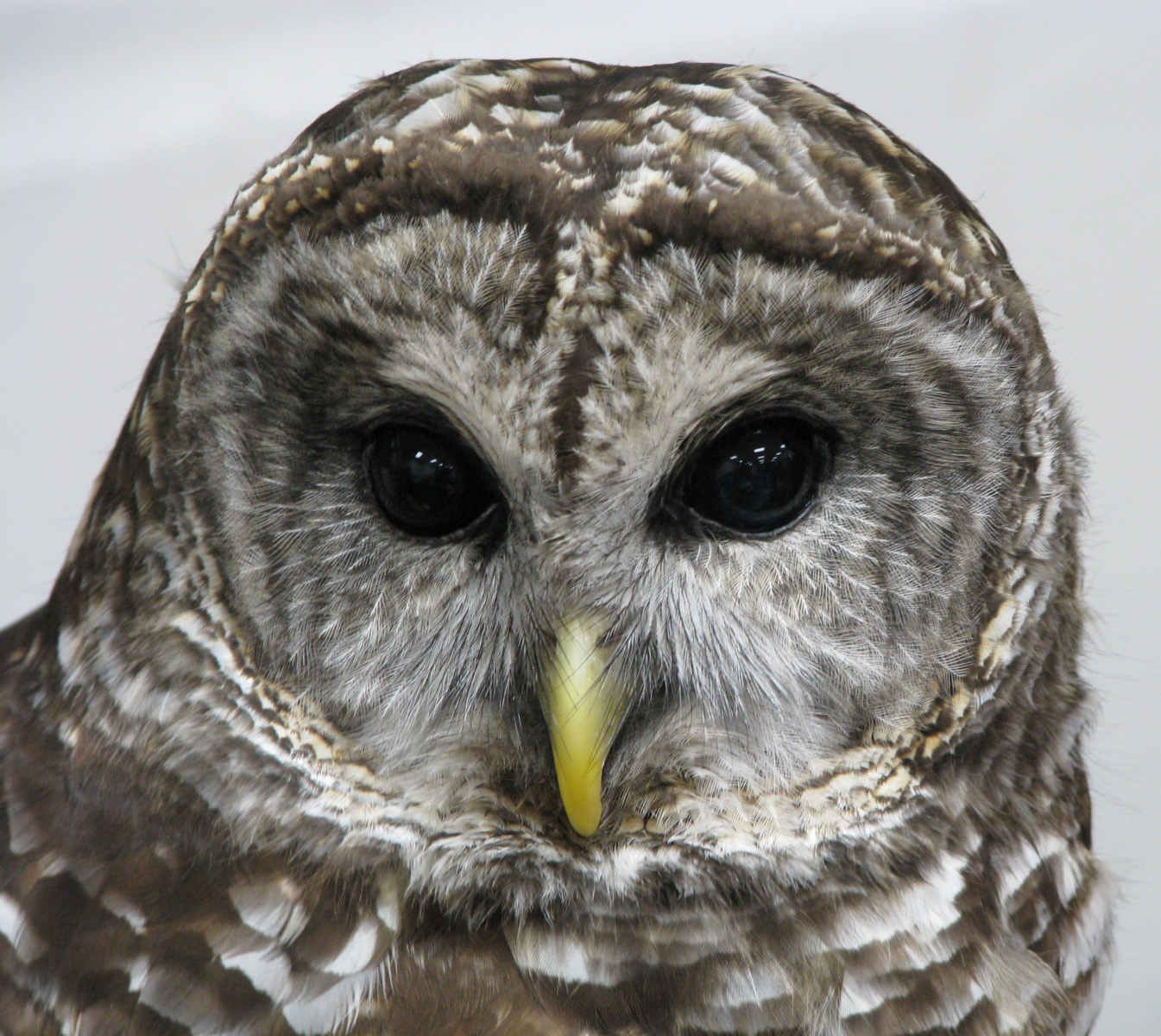
Gros plan sur une Chouette rayée à Richmond, en Virginie.

L'adulte mesure 44 cm de longueur avec une envergure de 112 cm. Il a un visage pâle avec des anneaux foncés autour des yeux, un bec jaune et les yeux bruns. C'est la seule chouette typique de l'est des États-Unis qui ait les yeux bruns, toutes les autres ayant les yeux jaunes. La tête est ronde et n'a pas d'oreilles touffes, contrairement au hibou des marais. La partie supérieure est tachetée de gris-brun. La partie inférieure est blanche tachetée, la poitrine est tachetée horizontalement tandis que le ventre est tacheté verticalement. Les jambes et les pieds sont couverts de plumes jusqu'aux talons.

## Distribution et habitat

Carte de répartition

Les lieux de reproduction de la Chouette rayée sont les forêts denses du Canada, de l'est des États-Unis et du sud de l'Amérique centrale. Au cours des dernières années, la Chouette rayée s'est propagée à l'ouest des États-Unis. Des études récentes montrent que les quartiers de banlieue sont un habitat idéal pour les Chouettes rayées. En utilisant des émetteurs, les scientifiques ont constaté que les populations ont augmenté plus rapidement dans les banlieues que dans les forêts primaires. Le principal danger de la banlieue pour les chouettes vient des automobiles. L'augmentation de la descendance des Chouettes rayées contrebalance ainsi les taux de décès dus aux automobiles et à la maladie.

## Chouette rayée et Chouette tachetée du Nord

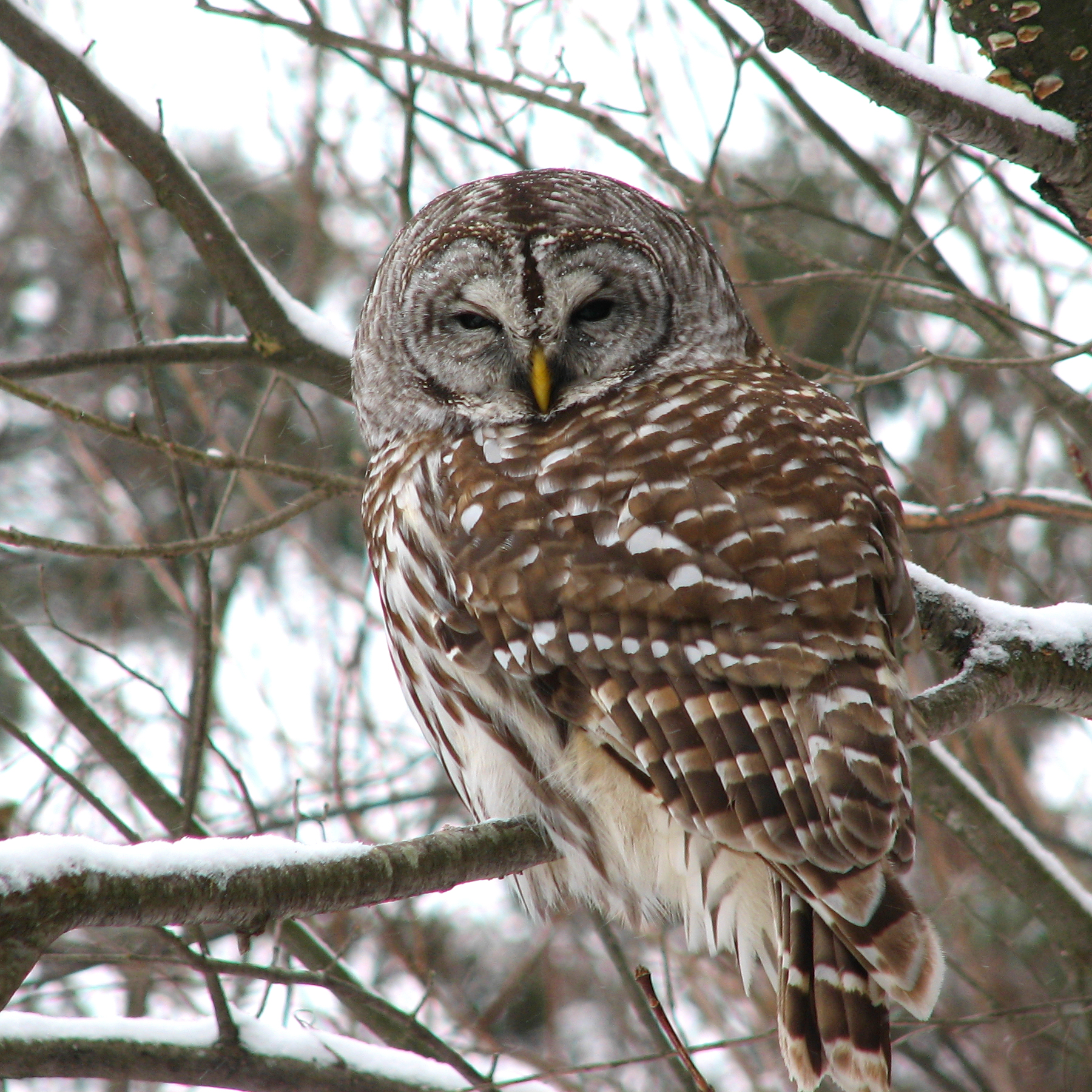
Chouette rayée au Parc de la Gatineau, à Gatineau, au Québec.

La Chouette rayée pourrait être en partie responsable du déclin récent de la Chouette tachetée du Nord, originaire de Washington, de l'Oregon et de la Californie. Depuis les années 1960, la Chouette rayée a étendu son aire de répartition vers l'ouest des États-Unis, peut-être parce que les changements de l'homme ont créé de nouveaux habitats dans l'ouest du pays. Lorsque les Chouettes tachetées et les Chouettes rayées partagent le même environnement, ces dernières sont généralement plus agressives et éliminent la concurrence, conduisant à une diminution des populations des chouettes d'origine. Les deux espèces ont également été appelées à se croiser. En anglais, on appelle les hybrides « Sparred Owl » ou « Botted Owl ».
Le 5 avril 2007, la Maison-Blanche a rendu publique une proposition du U.S. Fish and Wildlife Service qui suggérait de procéder à des tirs de Chouettes rayées afin de diminuer la pression exercée par cette espèce sur les Chouettes tachetées. La proposition préconisait la création de 18 sites dans les territoires occupés par des Chouettes tachetés où entre 12 et 32 Chouettes rayées seraient tuées sur chaque site. Les écologistes craignent que le blâme des Chouettes rayées pour leur implication dans la diminution de la population de Chouettes tachetées réduise l'attention portée à la protection territoriale et que la coupe de bois soit réinstaurée dans les zones protégées où habitent des Chouettes tachetées.

## Comportement et écologie

### Reproduction

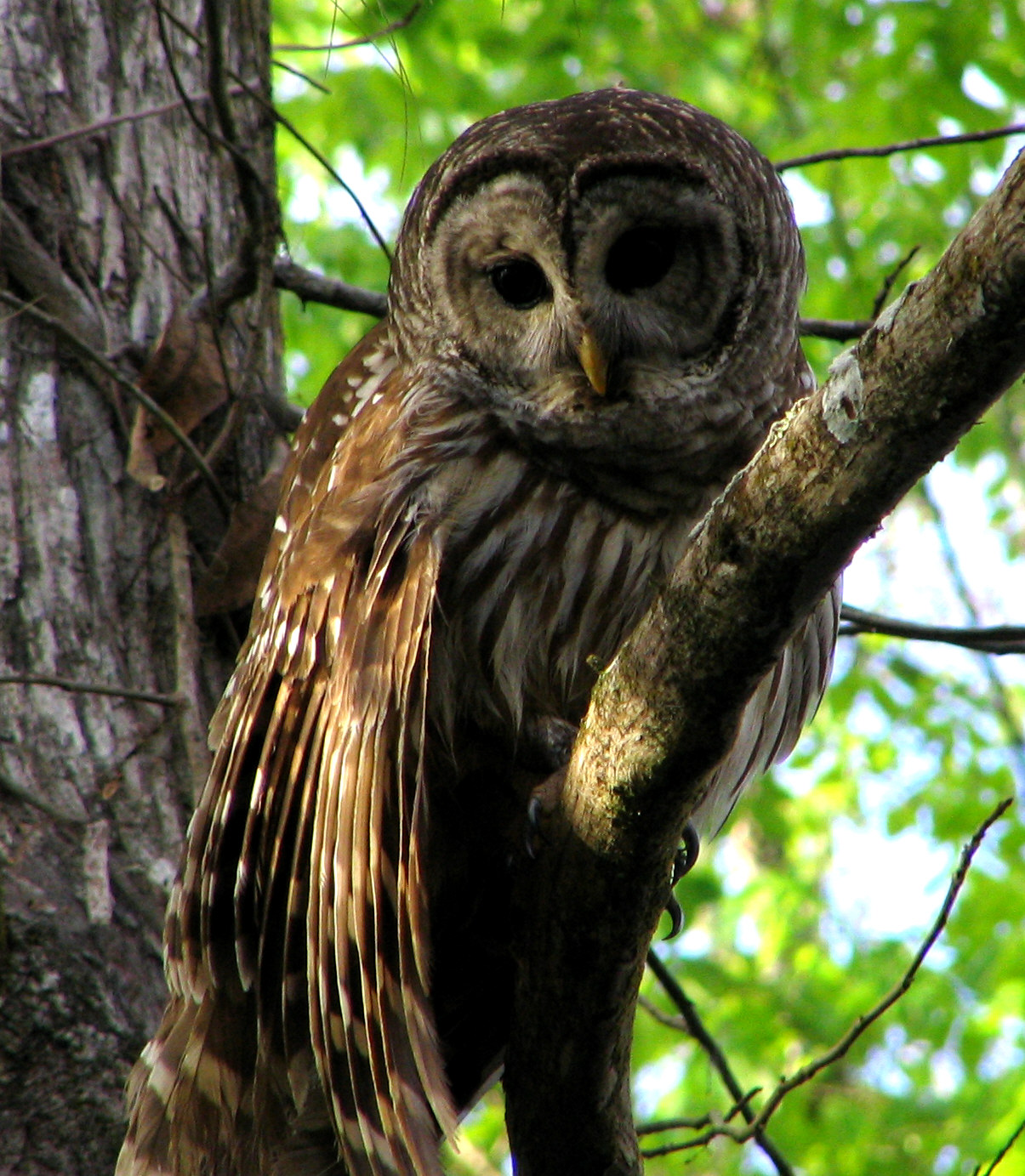
Une Chouette rayée, en Floride.

Le nid de la Chouette rayée est souvent présent dans la cavité d'un arbre, mais peut aussi être sur un vieux site de nidification utilisé par un corbeau ou un écureuil. La Chouette rayée est une résidente permanente, mais peut se promener après la saison de nidification. Si un site de nidification s'est montré approprié dans le passé, elles le réutilisent souvent, à la manière des oiseaux non-migrateurs. Aux États-Unis, les œufs sont pondus à partir de début janvier dans le sud de la Floride à la mi-avril dans le nord du Maine, la ponte se composant de 2 à 4 œufs. Les œufs sont couvés par la femelle et l'éclosion a lieu environ 4 semaines plus tard. Les jeunes chouettes quitteront le nid quatre à cinq semaines après l'éclosion.

### Habitudes alimentaires
Le régime alimentaire de la Chouette rayée est constitué principalement de nombreuses espèces de souris, mais aussi de lapins, des tamias, des renards, d'opossums et d'oiseaux comme les tétras et les colombes. La Chouette rayée patauge parfois dans l'eau afin de capturer des poissons.
La Chouette rayée chasse en attendant sur une haute perche de nuit, ou en volant à travers les bois et en s'élançant vers le bas sur sa proie. Elle chasse généralement à l'aube ou au crépuscule, mais elle peut également chasser durant les jours nuageux. De toutes les chouettes d'Amérique du Nord, elle est celle la plus susceptible d'être active pendant la journée, surtout pour élever les petits.

### Vocalisation
Le cri habituel de la Chouette rayée est une série de huit hululements accentués se terminant en « oo-aw », avec une baisse de ton à la fin, puis un silence, pendant lequel la chouette écoute les réponses de ses congénères. Le cri est bruyant, et ce durant la plupart des saisons.

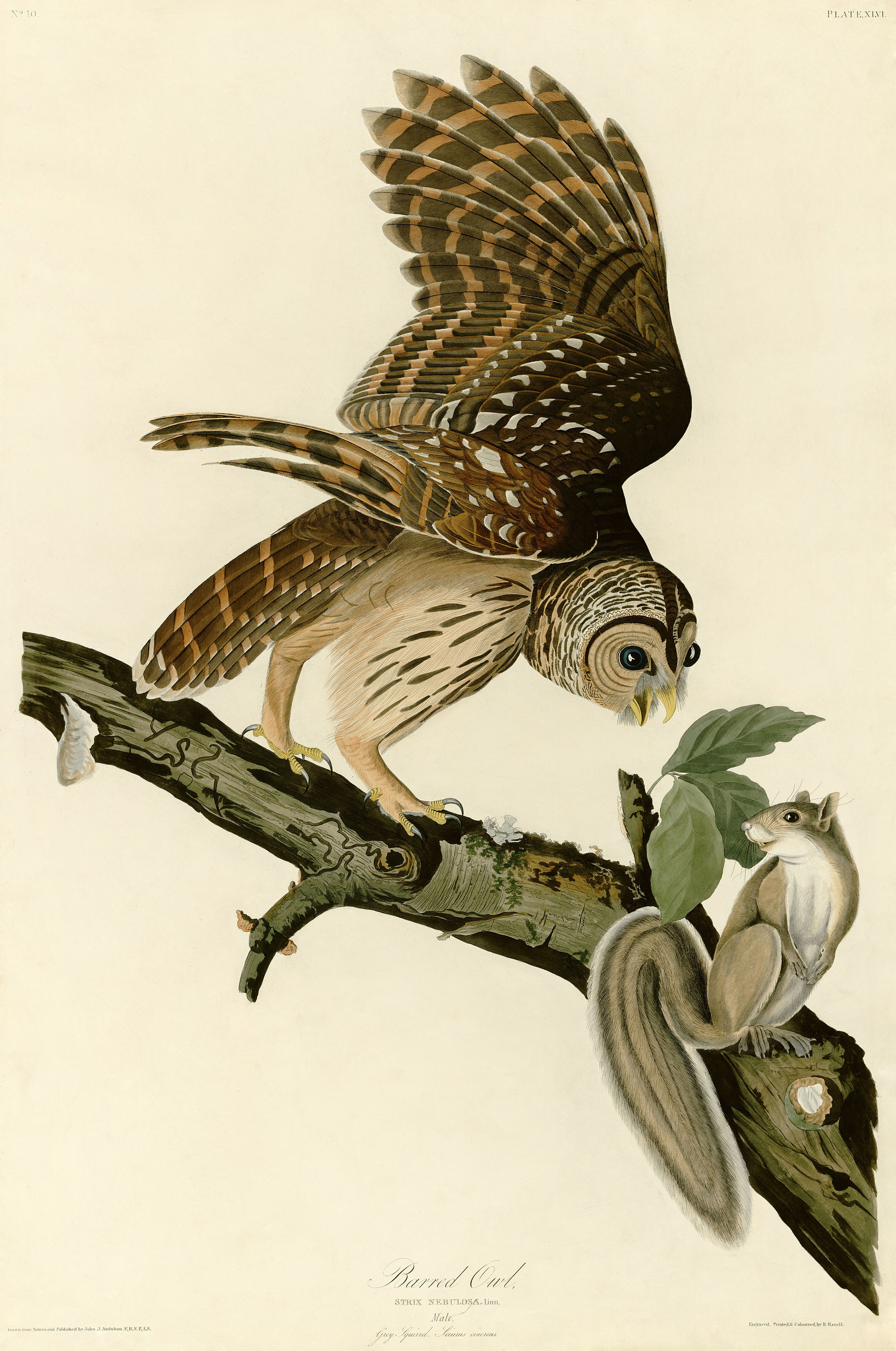
La chouette rayée, représentée par Jean-Jacques Audubon

## Dans l'art
John James Audubon a illustré la Chouette rayée dans Les Oiseaux d'Amérique (paru à Londres, au XIXe siècle), où une Chouette rayée est montrée menaçant un écureuil gris, sur la planche 46. L'aquarelle originale d'Audubon a été achetée par la New York History Society où elle demeure à ce jour (Janvier 2009).

## Sous-espèces
D'après Alan P. Peterson, il en existe 4 sous-espèces :
- Strix varia georgica Latham 1802 ;
- Strix varia helveola (Bangs) 1899 ;
- Strix varia sartorii (Ridgway) 1874 — Chouette du Mexique ;
- Strix varia varia Barton 1799.

D'après la classification de référence du Congrès ornithologique international (version 14.1, 2024), la Chouette rayée est monotypique. Dans cette classification, la Chouette du Mexique (Strix sartorii) est une espèce à part entière.

## Observation
En-dehors des observations en pleine nature, plusieurs institutions proposent d'observer des chouettes rayées par le biais de webcams placées directement dans le nid. C'est notamment le cas du Cornell Lab of Ornithology ou de particuliers .